# Mimudea affinialis
Mimudea affinialis là một loài bướm đêm trong họ Crambidae.